# Sternocera aurosignata
Sternocera aurosignata är en skalbaggsart som beskrevs av J. Thomson 1878. Sternocera aurosignata ingår i släktet Sternocera och familjen praktbaggar. Inga underarter finns listade i Catalogue of Life.